# Joe Ross
Joseph A. Ross (ur. 21 maja 1993) – amerykański baseballista występujący na pozycji miotacza w Washington Nationals. Brat Tysona Rossa.

## Przebieg kariery
Joe Ross po ukończeniu szkoły średniej, w czerwcu 2011 został wybrany w pierwszej rundzie draftu z numerem 25. przez San Diego Padres, ale grał tylko w klubach farmerskich tego zespołu, najwyżej na poziomie  
Double-A w zespole San Antonio Missions. W grudniu 2014 w ramach wymiany zawodników pomiędzy trzema zespołami przeszedł do organizacji Washington Nationals i początkowo grał w Harrisburg Senators z Double-A. W Major League Baseball zadebiutował 6 czerwca 2015 w meczu przeciwko Chicago Cubs, w którym zanotował porażkę.